# Історія бібліотечної справи Зіньківщини
Історія бібліотечної справи Зіньківщини — хронологічний розвиток бібліотек, книгарень, популяризації читання на території Зіньківського району Полтавської області.

## Земська бібліотека
Земська бібліотека у Зінькові була заснована в 1870 році. У 1871 році земство встановило оклад завідувача земської бібліотеки — 50 рублів на рік. Попечителем був М. І. Дуб'яга, гласний земства. Земську бібліотеку наприкінці XIX — на початку XX століття очолювали Людмила Олександрівна Годзевич, Марія Федорівна Головніна, Зіновія Федорівна Храпач, Антоніна Пилипівна Яновська, Антоніна Іванівна Грузинська.
Земська бібліотека мала свій статут. Прибуток книгозбірня отримувала з одноразових внесків на облаштування, з плати на право читання і плати за понадстрокову перетримку книг на руках, а також з одноразових пожертв земства. Ті, хто вніс суму не менше 10 рублів, автоматично ставали членами бібліотечної ради. Обов'язки управління бібліотекою лежали на одному з членів земської управи. Бібліотечна рада складалася із членів управи, двох гласних земського зібрання, осіб, що пожертвували суму не менше 10 рублів і штатного наглядача повітового училища. Збори бібліотечної ради відбувалися у перших числах листопада щорічно; зі своїм звітом виступав завідувач книгозбірні, тут же вирішувалося питання щодо виписки журналів і книг на майбутній рік. Бібліотечна рада приймала щорічні правила внутрішнього розпорядку.
Судячи із матеріалів земства, уже тоді була проблема невчасного повернення книг до бібліотеки. Завідувач отримував доплату від грошей, зібраних бібліотекою зі своїх платних послуг. Спроби підняти плату за користування книгами приводили до зменшення кількості підписників, тому земство в 1877 році зменшило річну і місячну плату.
Прибуток від земської бібліотеки був надзвичайно малим, журналів виписувалося мало, до того ж звіт про роботу книгозбірні земству не надавався. Тому у 1897 році земське зібрання просило бібліотечну раду надавати звіт про кількість підписників, про виписані книги та витрати бібліотеки. В цьому ж році земське зібрання постановило безкоштовно видавати із земської бібліотеки книги вчителям міністерських училищ, міських приходських училищ, земської прогімназії і земським фельдшерам.

## Безкоштовна бібліотека-читальня
У 1898 році комітет тверезості відкриває в Зінькові безкоштовну бібліотеку-читальню. Її попечителем був поручик Олександр Олександрович Рот, першою завідувачкою стає дворянка Олена Олександрівна Руднєва. В 1907 році попечитель бібліотеки — колезький радник (потім — надвірний радник) Петро Терентійович Свірчевський. До революції цю читальню очолювали Анастасія Йосипівна Іваницька, Марія Анатоліївна Данилевська, Катерина Андріївна Сколозубова, Раїса Марусова, Домнікія Антонівна Воробйова. В 1904 році бібліотека мала 1077 книг і 846 підписників.

## Книгозбірні і освіта Зіньківщини
Свої книгозбірні існували в початкових училищах та школах повіту наприкінці XIX — початку XX століття. Земство турбувалося про забезпечення училищ довідковою літературою. В 1878 році земство постановило збільшити суму з 120 до 150 рублів для придбання підручників, а також закласти кошти для переплетення підручників Дейкалівського училища. Підручники закупалися земством і для шкіл повіту. Наприклад, у 1888 році було закуплено по 2 екземпляри «Житія св. Рівноапостольного князя Володимира» для кожної школи. У фонді шкільних бібліотек були не лише підручники, а й книги для позакласного читання. У 1914 році було задоволене клопотання редакції газети «Полтавський вісник» щодо підписки цього часопису для всіх шкіл повіту.
Наймасовішою національно-культурницькою мережею в часи Української Революції 1917—1920 років були «Просвіти». В Опішні також була така організація: при ній існувала школа грамотності для дорослих, бібліотека-читальня на 569 книг, якою завідував Артем Маслак, офіцер морського флоту, видавець власних публікацій.

## Книжкові склади, магазини, архіви
Повітове земство утримувало книжний склад. Відомі прізвища завідувачів земським книжним складом: Людмила Олександрівна Родзевич, Марк Григорович Звягольський, Зіновія Федорівна Храпач.
У ті роки в місті був книжковий магазин міщанки Естер Ісаївни Грінблат, звідки можна було отримувати книги для читання за 30 копійок у місяць. У Зінькові була також книгарня Стасюлевича, який тісно співпрацював з бібліотеками повіту. У 1890 році відкрилася типографія міщанина Ноти Гдальовича Підземського. Пізніше нею завідував його син — Гдалья Нотович Підземський. У 1906 році відкривається типографія Аврама Ароновича Василевського.
Стародавні книги зберігалися при церковних архівах. В Успенській церкві Бірок містилося багато унікальних документів XVIII століття, зокрема там зберігалася збірка страсних Євангелій, мінеї, тріоди та ін. Найдавнішим документом Шенгаріївської церкви був Акафистник 1625 року. Рукопис «Мінея місячна» 1627 року з Груні був надісланий місцевим священиком на XII археологічний з'їзд до Харкова. Напевно, найдавнішою церковною пам'яткою повіту був «Євангеліон» 1600 року з грунської Покровської церкви.

## Книгозбірні у містечках та селах повіту
На початку XX століття у повіті були шкільні, народні бібліотеки, бібліотеки комітету тверезості (7 книгозбірень), земська та міська безкоштовна бібліотека-читальня. Бібліотеки-читальні існували у козацьких містечках Зіньківського повіту — Груні, Бірках, Опішні, Ковалівці, Великих Будищах, Куземині, та селах Зіньківщини — Кирило-Ганнівці, Заїченцях, Комишах. Народні бібліотеки існували в Більську, Романках, Пірках, Шенгаріївці, Ступках.
Земство турбувалося про фінансову спроможність бібліотек. У зв'язку з цим цікавим є клопотання земського зібрання про збереження бібліотечних рад у Грунській та нововідкритих Більській та Ступській бібліотеках у 1899 році, адже згідно директиви Міністерства внутрішніх справ такі ради скасовувалися. Між тим, саме бібліотечні ради знаходили кошти на утримання книгозбірень. Завідувачем Ступської бібліотеки земство обрало гласного Н. В. Білявського, надавши йому право обирати бібліотекаря. Цій бібліотеці була надана одноразова субсидія в розмірі 100 рублів. Через кілька років попечителем Ступківської бібліотеки земство обрало В. А. Годзевича, потім — Є. Г. Соколовича.

## Бібліотеки Зіньківщини: між революцією і війною
Станом на 1922 рік у повіті було 55 бібліотек, 31 хата-читальня. У 1920-х роках хати-читальні Зіньківщини активно включилися у боротьбу за подолання неписьменності. Для малограмотного селянства тут регулярно влаштовували читання лекцій з різних галузей знань.
Станом на 1927 рік у новоутвореному Опішнянському районі було 5 хат-читалень. 812 чоловік, переважно місцевих селян, були членами хат-читалень та сільбудів. Відвідування хат-читалень становило 30 осіб на день. Передплачували 114 екземплярів різних часописів. Їх використовували для голосного, індивідуального читання, видавали також додому.
Наприкінці 1930-х років у Зіньківському районі було 118 бібліотек.

## Бібліотеки Зіньківщини в 1945-2000-х роках
Станом на 1 січня 1945 року існували 52 колгоспні хати-читальні. У неопалюваній Зіньківській районній бібліотеці (завідувачка — Симоненко, потім — Лічман) 1946 року фонд налічував більше 5200 книг. Щоденно її відвідували 70-80 осіб. Для читачів села було організовано 20 пересувних бібліотек по 25 книг в кожній.
Окремі сторінки історії бібліотек Зіньківщини 1960-х років пов'язані з піонерськими та комсомольськими організаціями району. Учні шкіл району активно займались трудовою і суспільно-корисною діяльністю, куди, зокрема входила допомога бібліотекарям. Піонерська дружина імені Зої Космодем'янської Великопавлівської середньої школи на фермах колгоспу імені Чапаєва у грудні 1962 року дала три концерти, подарувала дояркам бібліотечку.
Наприкінці 1960-х років, після приєднання території колишнього Опішнянського району, на Зіньківщині нараховувалося 55 бібліотек. Існувало 6 колгоспних багатотиражок.
В 1977 році було централізовано бібліотечну систему району.
Після здобуття Україною незалежності було розформовано бібліотеку Зіньківського райкому КПУ. Частина великого книжкового фонду райкомівської бібліотеки була передана бібліотеці Зіньківської середньої школи № 2, бібліотеці райлікарні, районній бібліотеці. У 1993 році бібліотечна мережа району нараховувала 43 книгозбірні.
У 2007 році вийшла друком книга «Зіньківщина. Історичні нариси». До написання і укладання цього краєзнавчого збірника активно долучилися бібліотекарі. Чимало хто з них виступив у якості авторів нарисів про населені пункти району.
В 2013 році директором Зіньківської ЦБС стала Тоцька Наталя Вікторівна.

## Зіньківська районна бібліотека для дітей
Зіньківська районна бібліотека для дітей була заснована в 1947 році. Завідувачкою бібліотеки була Варвара Іванівна Сук. Книжковий фонд бібліотеки становив 3-5 тис. примірників. У 1950—1954 роках директором бібліотеки для дітей працювала Євдокія Григорівна Мітченко. Книжковий фонд становив 8-10 тисяч примірників. А у 1962 році — 25 тис. одиниць.
В 1954—1977 роках бібліотеку для дітей очолює Ганна Порфирівна Альошкіна. Книжковий фонд становив 24 тис. примірників. Працювали два відділи по обслуговуванню читачів: 1-9 класів і дошкільнят.
З 1978 року, після утворення Зіньківської ЦБС, бібліотека носить назву Зіньківська районна бібліотека для дітей. Очолювала її заступник директора по роботі з читачами-дітьми Алла Степанівна Бражник.

## Новітній етап
У зв'язку з утворенням Опішнянської селищної громади у квітні 2019 року Опішнянська селищна бібліотека, Малобудищанська, Міськомлинянська та Глинська сільські бібліотеки-філії вийшли зі складу Зіньківської ЦБС. Наприкінці 2020 року, в ході адміністративно-територіальної реформи Батьківська, Попівська, Заїченська, Човно-Федорівська, Волошківська сільські бібліотеки-філії були також взяті на баланс Опішнянською селищною громадою. На початку 2021 року було утворено комунальний заклад «Зіньківська публічна бібліотека імені В. Г. Короленка» виконавчого комітету Зіньківської міської ради у складні головної (колишньої районної бібліотеки) та 29 сільських бібліотек-філій. Районну дитячу бібліотеку було перетворено на відділ обслуговування дітей.